# Harcerski klub specjalnościowy
Harcerski klub specjalnościowy (HKS) – jednostka Związku Harcerstwa Polskiego, wspierająca działalność wychowawczą prowadzoną w podstawowych jednostkach organizacyjnych ZHP, poprzez zaoferowanie swym członkom możliwości rozwoju w wybranej specjalności. Same HKS nie są podstawową jednostką organizacyjną.

## Zasady funkcjonowania
Harcerskie kluby specjalnościowe mogą powstawać i działać w szczepie, związku drużyn, hufcu, chorągwi lub przy Głównej Kwaterze ZHP. Klub zostaje założony na wniosek co najmniej 6 wędrowników, instruktorów lub członków starszyzny, złożony do komendanta jednostki, przy której ma zostać powołany.
Zasady działania HKS reguluje konstytucja klubu, określająca m.in. zasady uczestnictwa osób niezrzeszonych z ZHP, powoływania władz oraz bezpiecznego działania w danej specjalności. 
Do HKS mogą przynależeć instruktorzy, członkowie starszyzny oraz seniorzy. Do klubów należą również zuchy, harcerze, harcerze starsi i wędrownicy - pod warunkiem, że nie mogą rozwijać swoich zainteresowań w macierzystych drużynach, pozostają jednak w nich z przydziałem służbowym. W pracach HKS mogą brać również udział osoby niezrzeszone w ZHP, a posiadające specjalistyczne kwalifikacje lub inne zasoby cenne dla funkcjonowania jednostki.
HKS powinien prowadzić działalność na podstawie programu pracy zatwierdzonego przez komendę jednostki, przy której działa. Pracami HKS kieruje jego przewodniczący (może też nosić miano prezesa, komandora lub inne), pełnoletni instruktor ZHP. Przewodniczący HKS powinien posiadać wiedzę i umiejętności z zakresu specjalności klubu. Jeżeli przewodniczący nie posiada odpowiednich kwalifikacji, HKS musi obligatoryjnie powołać szefa wyszkolenia specjalnościowego.